# Acacia acatlensis
Acacia acatlensis är en ärtväxtart som beskrevs av George Bentham. Acacia acatlensis ingår i släktet akacior, och familjen ärtväxter. Inga underarter finns listade i Catalogue of Life.